# Koła Apollina

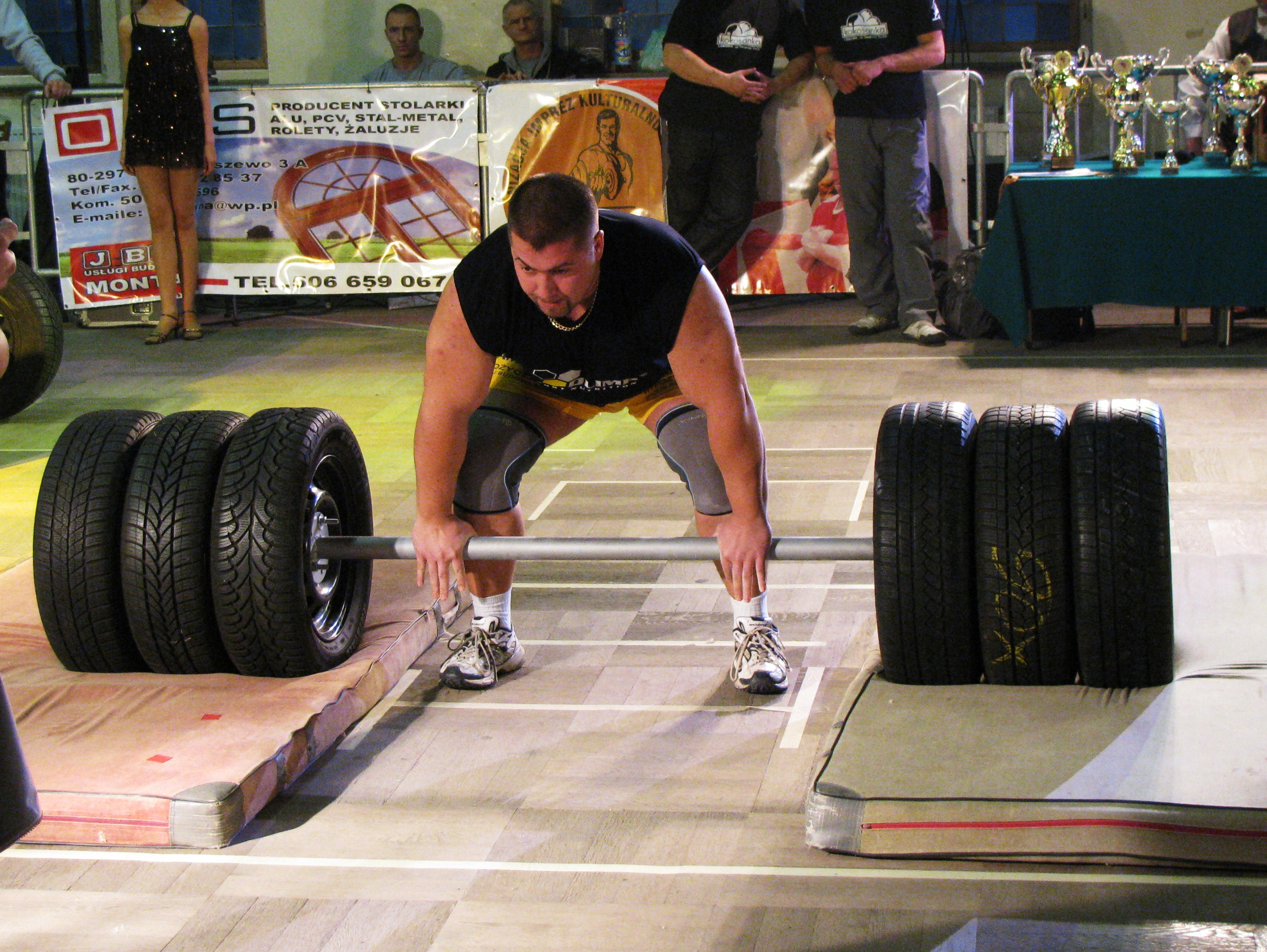
Axel, faza początkowa.

Koła Apollina (ang. Apollon's Wheels) – jedna z konkurencji w zawodach siłaczy.

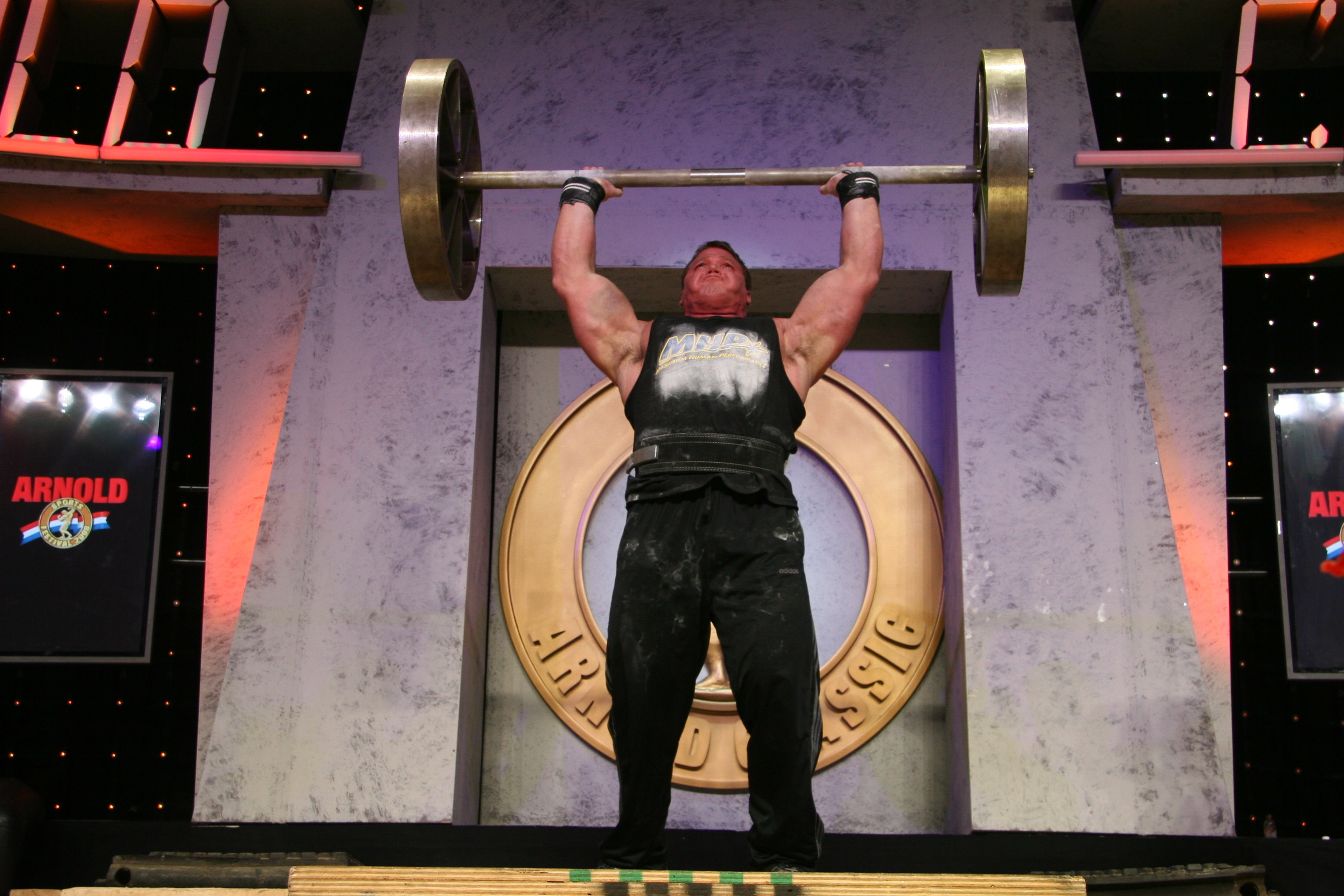
Derek Poundstone podnosi Koła Apollina na zawodach Arnold Strongman Classic 2008

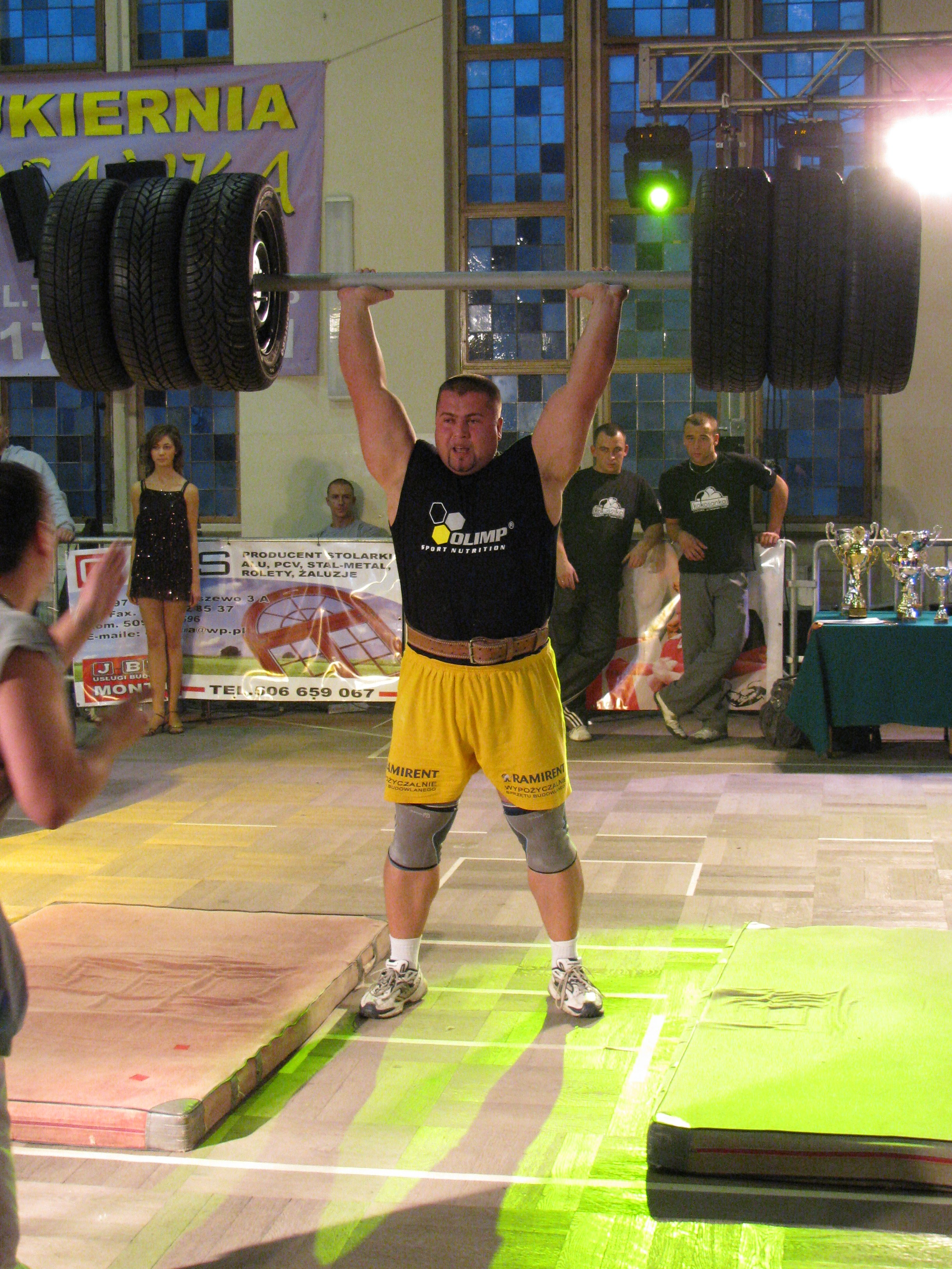
Axel, faza końcowa.

Zadaniem zawodnika jest wielokrotne podniesienie oburącz ciężaru, z podłoża i uniesienie go nad głowę, do pełnego wyprostowania rąk. Stopy zawodnika muszą być unieruchomione na podłożu. Konkurencja rozgrywana jest w określonym czasie. Wygrywa zawodnik, który wykonał największą liczbę powtórzeń.
W Polsce konkurencja ta jest najczęściej nazywana Axlem.
Ciężar ma formę osi, zbudowanej z kół połączonych rurą o przekroju okręgu. Koła zamocowane są w sposób uniemożliwiający im obracanie się. Trudność konkurencji, przy stosunkowo nie największej masie, wynika z dużej średnicy rury (wynoszącej zazwyczaj od 50 mm do 70 mm), utrudniającej objęcie jej uchwytem dłoni. Dodatkowym utrudnieniem jest duża sztywność ciężaru, nie sprężynującego jak ma to miejsce w przypadku gryfu używanego w podnoszeniu ciężarów. Waga ciężaru najczęściej wynosi od 130 kg do 150 kg.
Konkurencja ta rozgrywana jest m.in. w USA na zawodach Arnold Strongman Classic. Stała waga klasycznego ciężaru wynosi 166 kg (366 funtów), średnica uchwytu wynosi 49 mm (ok. 1,92 cala).

## Rekordy świata
- Aktualny rekord świata w podnoszeniu Kół Apollina, na największą liczbę powtórzeń, należy do Žydrūnasa Savickasa ( Litwa):

podczas zawodów Arnold Strongman Classic 2006, 166 kg podniósł 8 razy, w czasie 120 s.
- Aktualny rekord świata w podnoszeniu Kół Apollina, o największym ciężarze, należy do Žydrūnasa Savickasa ( Litwa):

podczas Mistrzostw Europy Strongman 2010 podniósł 1 raz koła o wadze 193 kg.